# Šápúr II.
Šápúr II. (309–379, Bíšápúr, Írán) byl perský velkokrál z rodu Sásánovců vládnoucí v letech 309–379. Jeho otcem byl král Hormizd II. (vládl 302–309), matkou jedna z královských konkubín. Doba Šápúrova panování se vyznačovala řadou úspěchů ve válkách s římskou říší a etniky na východě, ale také vnitřním neklidem, vyvolaným téměř čtyřicetiletým pronásledováním křesťanů.

## Dětství a mládí
Po smrti Šápúrova otce Hormizda II. došlo v perské říši ke zmatkům. Velmoži nejprve svrhli a zavraždili nejstaršího Hormizdova syna Ádhara Narsého (vládl krátce roku 309), dalšího ze synů oslepili a třetího, Hormizda, uvrhli do vězení (tomu se po třinácti letech podařilo uprchnout k Římanům). Trůn byl vyhrazen pro ještě nenarozené dítě jedné z manželek Hormizda II., židovky Ifry Hormizd. Podle tradice připevnili dvořané korunu na břicho těhotné matky a ihned po narození se Šápúr stal automaticky perským králem – asi jediným panovníkem v dějinách, jenž byl „korunován“ již před svým zrodem. Vládní záležitosti vedla zpočátku královna-matka a její druhý muž Bahrám Kušánský spolu s perskými velmoži. V šestnácti letech byl pak Šápúr – zřejmě u příležitosti stoletého trvání sásánovské monarchie – slavnostně nastolen na trůn; o jeho dětství jinak chybí jakékoli doklady.

## Náboženská politika
Za Šápúrovy vlády se stal zoroastrismus de facto státním náboženstvím a byla dokončena kodifikace Avesty, sbírky zoroastrických liturgických a posvátných textů. V reakci na christianizaci římské říše za Konstantina Velikého zahájil král koncem třicátých let perzekuci křesťanů, v níž pokračoval ještě jeho nástupce Ardašír II. Na křesťany se pohlíželo jako na exponenty římské politiky, neboť římští panovníci se sami chápali jako hlavy všech svých souvěrců. Při pronásledování zahynuly četné prominentní osobnosti, včetně hlavy perských křesťanů, seleukijského biskupa Šimona bar Sabbá’é. Že tato opatření byla motivována čistě politicky, ukazuje i fakt, že židé nijak diskriminováni nebyli.

## Šápúrovy války
Šápúr II. si získal první vojenské ostruhy při výpravách proti Arabům, kteří ve třicátých letech ohrožovali mezopotámské pohraničí říše. Už tehdy se projevilo nejen jeho mimořádné velitelské nadání, ale i jeho nemilosrdnost – poraženým nájezdníkům dával prý provrtávat lopatky, což mu vyneslo v arabské tradici přídomek Dhu-’l-aktáf, Pán plecí. Renomé úspěšného vojevůdce si však Šápúr vysloužil až jinými vojenskými akcemi – válkami s římskou říší.
Od uzavření míru mezi císařem Diocletianem a králem Narsém (297/298) vládl na římsko-perské hranici klid – Sásánovci i Římané byli příliš zaměstnáni svými vnitřními problémy, než aby mysleli na vojenské akce. Protože však ustanovení mírové smlouvy byla značně nevýhodná pro perskou stranu (důsledek Narsého porážky), bylo jen otázkou času, kdy se Peršané pokusí o odvetu. Králové Hormizd II. a Ádhar Narsé panovali příliš krátce, aby na ni mohli pomýšlet, a za Šápúra II. dlouho řídili stát poručníci – teprve ve třicátých letech bylo proto možné zahájit ofenzivní politiku vůči Římu. Roku 337 porušil Šápúr jednostranně mír a zahájil konflikt trvající 26 let (337–363).

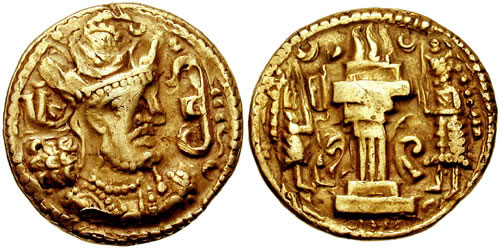
Mince Šápúra II.

O těchto bojích je k dispozici relativně dost zpráv, především z pera římského historika Ammiana Marcellina, který se válek přímo zúčastnil jako důstojník, ale i z kroniky Zosimovy a Sozemenovy či z pramenů východních (arabských a perských).
Šápúrovi se po smrti Konstantina Velikého podařilo nejprve anektovat Arménii, ztracenou pro Peršany asi již v dobách Bahráma II. Brzy nato se král se střídavým štěstím pokoušel dobýt strategicky významné římské opěrné body v Mezopotámii – Singaru, Nisibis (toto město třikrát marně obléhal) a Amidu (zde utrpěl kolem roku 344 porážku).
Ačkoli Constantius II., prostřední syn Konstantina Velikého a od roku 337 vládce východní části impéria, musel strpět řadu porážek, nedosáhl Šápúr II. větších územních zisků. Jeho vojenská síla zjevně nedostačovala k tomu, aby dobyté kraje natrvalo udržel ve své moci. Boje byly přerušeny roku 350, kdy do východních krajů sásánovské říše vpadly nomádské kmeny, z nichž jmenovitě známe Chionity. Teprve když bylo toto nebezpečí zažehnáno, mohl se Šápúr opět zabývat situací na západní hranici. Chionitský král Grumbatés se stal mezitím jeho spojencem.

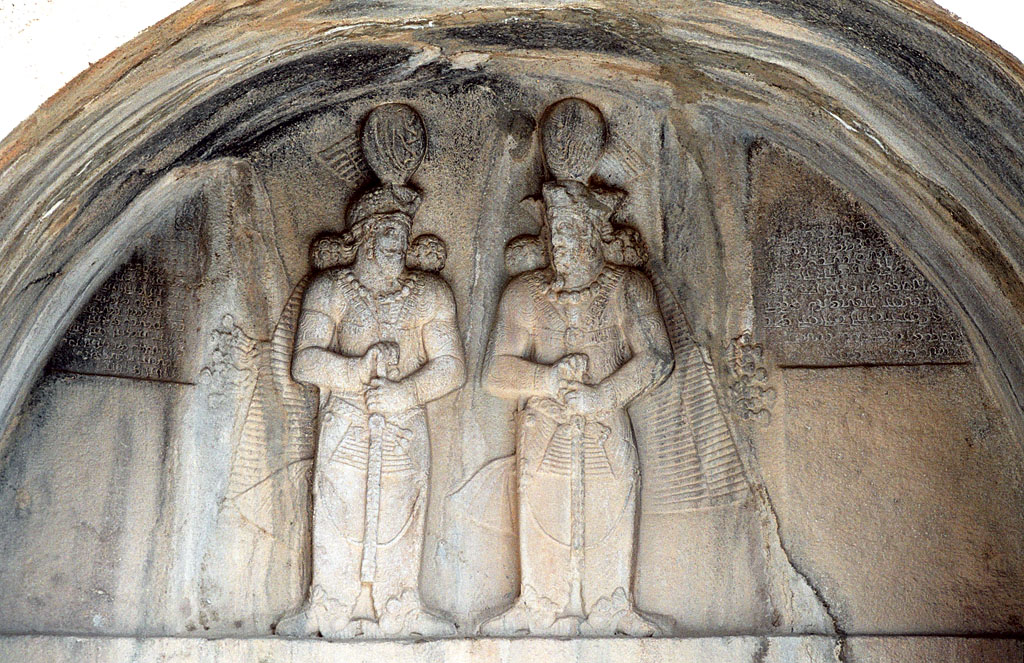
Reliéf v Ták-e Bústánu zobrazující Šápúra II. a Šápúra III.

Constantius a Šápúr spolu zpočátku vyjednávali o míru, rozhovory však uvázly na mrtvém bodě a brzy nato byly obnoveny bojové operace. Roku 359 přitáhl perský král k pevnosti Amida, o níž se zápasilo již ve čtyřicátých letech, a po třiasedmdesátidenním obléhání se mu ji podařilo dobýt. Následně padla Singara a další římské kastely na pomezí, avšak Constantius se chytře vyhýbal rozhodnému střetnutí – to nakonec Šápúra přimělo ofenzivu zastavit (zřejmě jej ovlivnily i nepříznivé věštby).
V roce 363 vpadl Constantiův nástupce Julianus Apostata se silným vojskem do Mezopotámie a pronikl až k hradbám sásánovského hlavního města Ktésifóntu, ležícího jižně od dnešního Bagdádu. Tentokrát se rozhodnému střetnutí vyhýbal Šápúr, a Římané tak udeřili do prázdna. Julianus musel brzy nastoupit zpáteční pochod, v jehož průběhu byl v bezvýznamné šarvátce zabit. Jeho nástupce Jovianus neviděl jinou možnost než s Peršany uzavřít mír, jinak hrozilo, že se zaplete do pozičních bojů na cizím území. Mírová smlouva byla pro Šápúra velmi výhodná – Římané mu museli odstoupit všechny državy, jež kdysi dobyl Diocletianus, a zavázat se, že nebudou podporovat Arménii. Porážka krále Narsého byla v perských očích odčiněna.

## Arménské záležitosti
Arménii, od počátku 4. století christianizovanou, obsadil Šápúr II. již roku 338 a později uvěznil krále Aršaka II. v Chúzistánu. Jeho snaha zavést v zemi zoroastrismus ztroskotala na odporu arménských velmožů, tajně podporovaných z Říma, kteří na trůn dosadili Aršakova syna Pápa. Tváří v tvář hrozícímu konfliktu však Jovianův nástupce na Východě, císař Valens, přestal Arménům poskytovat pomoc a dal Pápa, který uprchl na římské území, roku 374 zavraždit. V roce 377 došlo k faktickému rozdělení Arménie na menší římskou a větší perskou část.

## Zlatý věk
Vládu Šápúra II. považují Íránci za zlatý věk. Na konci panování tohoto krále se perská říše rozkládala od hranic Číny až po pohoří Kavkaz. Šápúr obnovil starobylé město Súsy a několik dalších měst, mezi nimi i Níšápúr, založil. Jeho stát získal ve 4. století takovou vážnost, že z ní Peršané těžili ještě ve století následujícím.